# Семья Филадельфии
Преступная семья Филадельфии (англ. Philadelphia crime family), также известная как Филадельфийская мафия (англ. Philadelphia Mafia, Philly Mob или Philly Mafia), Мафия Филадельфии и Южного Джерси (англ. Philadelphia-South Jersey Mafia) или Семья Бруно-Скарфо (англ. Bruno-Scarfo family) — итало-американская мафиозная семья, базирующаяся в Филадельфии, крупнейшем городе штата Пенсильвания. Преступная организация, созданная и базирующаяся в Южной Филадельфии, в основном действует в различных районах города Филадельфия, Большой Филадельфии (то есть в Долине Делавэр) и Нью-Джерси, особенно в Южном Джерси. Семья печально известна своим насилием, в частности, из-за череды жестоких боссов и многочисленных войн.
20-летнее правление босса Анджело Бруно (1959—1980) стало для клана, называвшегося в то время семья Бруно, эпохой мира и процветания. Сложный спор, связанный с недовольством подчинённых и претензиями на территории со стороны нью-йоркской семьи Дженовезе, привёл к убийству Бруно в 1980 году. Это убийство положило начало годам внутреннего насилия за контроль над семьёй Филадельфии.
Смерть Бруно привела к внутренней войне за контроль над семьёй. Бруно сменил на посту босса его верный друг Филип «Человек-цыплёнок» Теста; однако через год после убийства Бруно Теста также был убит в результате взрыва бомбы. Новым боссом филадельфийской мафии стал Никодемо «Маленький Ники» Скарфо. Во время его правления клан получил название семья Скарфо. За 10-летнее правление Скарфо влияние семьи возросло, но её репутация стала крайне неоднозначной. В отличие от Бруно, Скарфо был известен своей вспыльчивостью и склонностью к насилию. Стремясь увеличить доходы семьи, «Маленький Ники» активно вовлекал семью в торговлю наркотиками и требовал, чтобы все преступники платили уличный налог за деятельность на его территории. Скарфо также без колебаний отдавал приказы убивать людей даже по незначительным поводам. Резкий рост насилия привлёк повышенное внимание к семье со стороны ФБР, а также полиции Пенсильвании и Нью-Джерси. Рост насилия и повышенная активность правоохранительных органов убедили нескольких мафиози начать сотрудничать с властями, чтобы избежать смерти или тюрьмы. Падение Скарфо произошло в 1988 году, когда он и большинство его главных союзников были арестованы и приговорены к длительным срокам тюремного заключения.
После заключения Скарфо в тюрьму было решено, что он не подходит для должности босса. Новым главой семьи в 1991 году стал Джон Станфа. Однако группа молодых мафиози во главе с Джоуи Мерлино оспорила лидерство Станфы и внутри семьи вспыхнула война, которая закончилась в 1994 году, когда Станфа и большинство его сторонников были арестованы ФБР. Впрочем даже арест Станфа и его смещение с должности в 1995 году не остановили междоусобицу. Боевые действия продолжались до 1996 года и даже распространились за пределы семьи до начала 2000-х. Впоследствии Мерлино взял семью под свой контроль и, как утверждается, с тех пор в той или иной степени управляет кланом. Неизбежно, что за последние тридцать лет позиции семьи Филадельфии ослабли из-за внутреннего насилия и действий правоохранительных органов после принятия закона RICO. Несмотря на это, семья по-прежнему остаётся одной из самых активных и могущественных мафиозных группировок в стране.

## История
В начале XX века в Южной Филадельфии действовали несколько итало-американских уличных банд, которые занимались вымогательством, ростовщичеством и незаконными азартными играми. В 1919 году в Филадельфию переезжает Сальваторе Сабелла, уроженец Кастелламмаре-дель-Гольфо (Сицилия) и член нью-йоркской семьи д'Аквилло, с целью создания в городе сицилийской преступной организации. В качестве прикрытия Сабелла открыл бизнес по производству оливкового масла и сыра, а также кафе безалкогольных напитков. Через год началась эпоха «сухого закона» и Сабелла и его команда занялись бутлегерством, став частью более широкого сицилийского преступного синдиката Нью-Йорка и Чикаго. Именно Сабелла выделил и стал обучать будущих боссов Джона Авена и Анджело Бруно. В 1927 году Сабелла был депортирован на Сицилию как нелегальный иммигрант и исполняющим обязанности главы семьи стал Авен. В конце 1931 года Сабелла отошёл от дел и окончательно передал контроль над семьёй Авену.
После ухода Сабеллы двое его главных помощников, Джон Авена и Джузеппе Дови, начали пятилетнюю войну за контроль над семьей. Авена был убит членами своей фракции 17 августа 1936 года, и боссом семьи Филадельфии стал Джозеф «Джо Бруно» Дови. У него были хорошие связи с чикагской мафией и «Пять семей Нью-Йорка», благодаря которым он смог расширить деятельность клана на Атлантик-Сити, Южную Филадельфию и некоторые районы Южного Джерси. Наркотики, незаконные азартные игры, ростовщичество и вымогательство обеспечивали доход семьи, а связи с семьями Дженовезе и Гамбино укреплялись на протяжении 1930-х и начала 1940-х годов.
22 октября 1946 года Дови умер естественной смертью в больнице Нью-Йорка, и Комиссия назначила руководить семьёй Филадельфии Джозефа Иду.
Джо Ида руководил семьёй на протяжении 1940-х и начала 1950-х годов. При нём филадельфийская семья находились под сильным влиянием боссов Пяти семей, особенно клана Дженовезе, так что в то время мафию Филадельфии воспринимали просто как фракцию Дженовезе. По мере того, как семья Филадельфии усиливала свои позиции в Атлантик-Сити и Южном Джерси, её влияние росло и в 1956 году Комиссия включила в свой состав кланы Филадельфии и Детройта, в результате чего филадельфийская семья стала отдельной организацией, независимой от контроля со стороны кланов Нью-Йорка.
Ида и его заместитель Доминик Оливетто присутствовали на печально известном Апалачинской конференции 1957 года вместе с примерно сотней других боссов мафии. Правоохранительные органы США провели рейд во время конференции и более 60 мафиози были арестованы и обвинены в связях с известными членами организованной преступности. Ида был назван в обвинительном заключении и вскоре после конференции сбежал на Сицилию, оставив Антонио «Мистер Мигс» Поллину исполняющим обязанности босса.

### Анджело Бруно (1959—1980)
После того, как Ида отошёл от дел в 1959 году, а Поллина был понижен в должности, Комиссия назначила руководить семьей Филадельфии Анджело Бруно. Бруно, первый босс филадельфийской мафии, занявший место в Комиссии, был близким союзником Карло Гамбино. Бруно использовал свои связи и собственный деловой ум, чтобы добиться уважения среди других боссов мафии в стране и тем самым сохранять своё влияние. Он расширил деятельность семьи на Атлантик-Сити, который, отчасти из-за своего расположения в Долине Дэлавер, естественным образом был территорией филадельфийского клана. Бруно провёл почти три года в тюрьме за отказ давать показания на слушаниях 1970 года по делу об организованной преступности в штате Нью-Джерси. После освобождения он некоторое время жил в Италии, прежде чем вернуться в Соединённые Штаты в 1977 году.
Бруно, в отличие от преемников, старался сдерживать насилие, избегая пристального внимания СМИ и правоохранительных органов, получив репутацию человека, ищущего мирные решения семейных проблем вместо насилия, и заслужив прозвища «Мягкий дон» (The Gentle Don) и «Кроткий дон» (The Docile Don). Бруно предпочитал традиционные для мафии виды деятельности, такие как профсоюзный рэкет, ростовщичество и нелегальные лотереи, охотно инвестируя доходы семьи в законный бизнес. С конца 1960-х годов семья Филадельфии использовала насилие и запугивание для контроля над профсоюзами в пищевой промышленности и сфере услуг, такими как Союз работников отелей и ресторанов. Филадельфийский клан участвовал в разграблении местных фондов здравоохранения и социального обеспечения и использовал контроль над профсоюзами для вымогательства денег у владельцев баров и ресторанов. Члены семьи часто являлись владельцами или совладельцами баров, ресторанов и клубов в Филадельфии и Южном Нью-Джерси. В начале 1960-х семья Филадельфии была официально признана семьей Бруно.
Бруно сосредоточился в основном на преступлениях с низким уровнем риска и предоставил своим подчинённым автономию, не вмешиваясь в их дела до тех пор, пока получал свою долю прибыли. Он был против того, чтобы кто-либо из его людей был вовлечён в незаконный оборот наркотиков, опасаясь длительных тюремных сроков, которые могли бы заставить их сотрудничать с правоохранительными органами. Подобная позиция вызвала многих членов семьи, видя большую прибыль, которую можно было бы получить. Некоторые мафиози, такие как Гарри Риккобене и Рэймонд Марторано, торговали наркотиками за спиной Бруно. Неудивительно, что многие члены семьи были возмущены тем, что Бруно принял деньги от Джона Гамбино, чтобы позволить клану Гамбино продавать героин в Южном Джерси.
Бруно также столкнулся с давлением со стороны Пяти семей Нью-Йорка, требовавшими допустить их в Атлантик-Сити, традиционно контролируемый филадельфийской мафией. Пережив в начале XX века расцвет в качестве популярного курорта, город много лет был в упадке. Но после легализации казино во второй половине 1970-х годов Атлантик-Сити снова стал желанной территорией для организованной преступности. Однако, согласно давним правилам мафии, Атлантик-Сити долгое время был вотчиной филадельфийской мафии и все остальные кланы могли вести деятельность в этом городе только с её разрешения, которого Бруно давать не хотел.
15 октября 1976 года сердечного приступа скончался Карло Гамбино, самый близкий и важный союзник Бруно в преступном мире. Многие из филадельфийских мафиозо были недовольны тем, что теряют деньги из-за, как они считали, старомодного поведения Бруно. Его консильери Антонио Капонигро обратился к боссу семьи Дженовезе Фрэнку Тьери, чтобы получить от Комиссии разрешение на убийство Бруно и самому возглавить преступный клан. Тьери, почувствовав возможность захватить игорный бизнес Капонигро в Северном Джерси и проникнуть в Атлантик-Сити, солгал Капонигро, сказав ему, что у него есть поддержка Комиссии. 21 марта 1980 года Бруно был ранен выстрелом в затылок в своей машине в Южной Филадельфии преступником, работавшим на Капонигро. В апреле того же года Капонигро отправился в Нью-Йорк, полагая, что Комиссия утвердит его в качестве нового босса филадельфийской мафии. Вместо этого его пытали и убили за убийство члена Комиссии без её разрешения. Сообщники КапонигроФрэнк Синдоне, Альфред Салерно и Джон Симоне также были убиты за убийство главаря мафии без разрешения Комиссии.

### Первая филадельфийская война мафии (1980—1984)
Убийство Бруно в 1980 году положило начало ожесточённой борьбе за власть внутри филадельфийской мафии. Преемник Бруно, его заместитель Филип Теста, продержался чуть меньше года в качестве босса семьи, прежде чем 15 марта 1981 года был взорван на крыльце собственного дома. Убийство Тесты было организовано Фрэнком Нардуччи, пытавшемся взять под контроль семью. После этого Питер Казелла и Никодемо «Маленький Ники» Скарфо, заместитель и консильери покойного Тесты соответственно, начали борьбу за право возглавить семью. Скарфо был близок с консильери семьи Дженовезе Бобби Манна и обратился к нему со своими подозрениями, что Нардуччи и Казелла организовали убийство Тесты. Семья Дженовезе устроила встречу со Скарфо и Казеллой, на которой Казелла признался, что Нардуччи убил Тесту, чтобы они могли захватить семью. Нардуччи был убит, а Казелла изгнан из мафии и бежал во Флориду, оставив Скарфо главным кандидатом на пост главы семьи. Однако война продолжилась.
Никодемо Скарфо был влиятельным мафиози семьи Бруно, который до того как стать боссом действовал в основном в Атлантик-Сити (штат Нью-Джерси), который в конце 1970-х переживал расцвет после легализации казино. Скарфо смог увеличить своё влияние, проникнув в быстро растущие отрасли строительства и услуг. Несмотря на то, что Атлантик-Сити был территорией филадельфийской мафии, Скарфо позволил Комиссии действовать в городе по своему усмотрению в обмен на их поддержку в борьбе за должность босса. Своим заместителем Скарфо сделал Сальваторе «Чаки» Мерлино, а консильери — Фрэнка Монте. Скарфо понизил в должности прежних капитанов и заменил их Филом Леонетти, Лоуренсом «Йоги» Мерлино и Джозефом «Чики» Чианкаглини-старшим, что привело к дальнейшей войне с членами семьи, положение которых при новом боссе ухудшилось. Недовольство проявляли и члены клана из Южного Джерси, которые были возмущены тем, что Скарфо позволял нью-йоркским гангстерам действовать в Атлантик-Сити. В конце концов, несмотря на серьёзное сопротивление и большие потери с обеих сторон, Скарфо одержал победу.
Последним, кто встал на пути Скарфо, был мафиози Гарри Риккобене. В то время как Бруно никогда не требовал от Риккобене регулярно выплачивать долю от незаконной прибыли, Скарфо потребовал от Гарри платить как все. Посчитав «Маленького Ники» неподходящим и жадным боссом, Риккобене отказался платить. С августа 1982 года по январь 1984 года Скарфо находился в тюрьме штата Техаса за хранение оружия. Отсутствием босса решил воспользоваться Риккобене, начав так называемую «Войну Риккобене» (Riccobene War), ставшую частью более крупной Первой филадельфийской войны мафии. Фракция Риккобене смогла убить консильери Скарфо Фрэнка Монте, потеряв троих людей, в том числе, младшего брата Риккобене, а Гарри сам пережил два покушения на свою жизнь. В 1984 году двое боевиков, участвовавших в убийстве Монте, вместе со сводным братом Риккобене Марио были арестованы и согласились сотрудничать с властями. На суде они показали, что Гарри заказал убийство Монте. Риккобене был признан виновным в убийстве первой степени и приговорён к пожизненному заключению, что положило конец войне. Последней жертвой войны стал племянник Гарри Энрико Риккобене, который покончил жизнь самоубийством столкнувшись с убийцами Скарфо.

### Никодемо Скарфи (1981—1991)

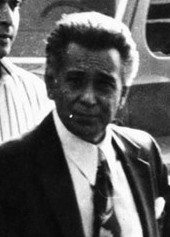
Никодемо «Никки» Скарфо.

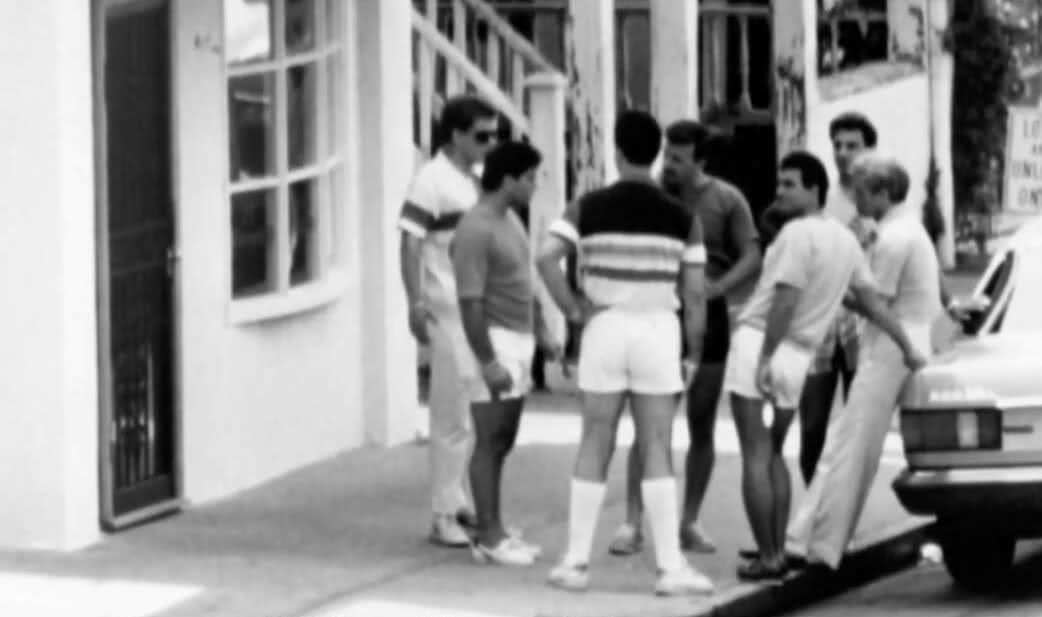
Бандиты Scarfo: Фил Леонетти, Джоуи Пунгиторе, Филип Нардуччи и Николас Милано

Когда Никодемо Скарфо стал боссом филадельфийской мафии, он решил подмять всю преступность на территории, которую считал своей собственной и создать криминальную империю. Вскоре он установил еженедельный «уличный налог» на преступников Филадельфии и Южного Джерси. Хотя взимание дани с преступников является обычным рэкетом мафии, для Филадельфии это была непривычно. Налог должны были платить все преступники, работающие независимо от мафии, такие как торговцы наркотиками, букмекеры, ростовщики, сутенёры и мошенники. Тех, кто отказывался платить, обычно убивали. Ростовщик, торговец наркотиками и владелец ломбарда Джон Калабрезе был убит Джозефом Чианкаглини-старшим, Томми ДельДжорно, Фрэнком Яннареллой и Пэтом Спирито. Фрэнки «Флауэрс» Д’Альфонсо был жестоко избит Сальваторе Теста и Джоуи Пунгиторе за отказ платить уличный налог. Позже он был убит в 1985 году.
Важным источником доходов для филадельфийской мафии был контроль над профсоюзами. Во время правления Бруно и Скарфо семья Филадельфии сохраняла некоторую степень влияния на местные профсоюзы кровельщиков, металлургов, рабочих и водителей. Она использовала это влияние для вымогательства у бизнеса, кражи из казны профсоюзов и получения незаслуженных зарплат и пособий.
Скарфо также вовлёк семью в незаконный оборот метамфетамина, который был популярным наркотиком в районе Филадельфии/Южного Джерси. Сначала семья вымогала деньги у местных торговцев метамфетамином. Когда гангстер греко-американского происхождения Челсеис Бурас, босс Филадельфийской греческой мафии, попытался торговать метамфетамином в Филадельфии и отказался при этом платить «уличный налог», Скарфо приказал убить его. Хотя греческая мафия Филадельфии долгое время была близким союзником и партнёром филадельфийской итальянской мафии, и несмотря на то, что некоторые члены филадельфийского семьи торговали метамфетамином вместо с Бурасом, вспыльчивый и безжалостный Никки Скарфо решил недвусмысленно дать понять всем кто хозяин преступного мира Филадельфии, публично убив Бураса. Бурас обедал со своей девушкой, друзьями и солдатом Скарфо Рэймондом Марторано, когда группа убийц устроила засаду и убила Бураса и его девушку.
Затем Скарфо установил контроль над производством метамфетамина, наладив нелегальные поставки P2P (ключевой ингредиент метамфетамина). Контролируя поставки P2P, семья Филадельфии смогла полностью подчинить себе торговлю метамфетамином в районе Филадельфии / Южного Нью-Джерси. Некоторые преступники занимали деньги у членов мафии для финансирования операций с метамфетамином (и получали выгоду от работы с мафией, а не от вымогательства с их стороны). Семья также имела некоторое отношение к торговле кокаином и марихуаной.
Скарфо прославился своим безжалостным параноидальным характером. «Маленький Никки» требовал полной верности и приказывал убивать людей за малейшие признаки неуважения, неподчинения или сопротивления. Вот как Скарфо описывает бывший член филадельфийской мафии Николас Караманди, ставший позднее свидетелем обвинения:

Если вы были в хороших отношениях с ним, он любит вас, и вы любите его. Ты понимаешь? Но вы никогда не знали от одного дня к другому Он мог напасть на кого угодно и не проводил черт, когда дело доходило до убийства. Большинство боссов мафии не были похожи на него. В основном мафией управляют одинаково в каждом городе, но наша «семья» была необычна тем, что это была очень параноидальная семья, потому что мы все боялись друг друга и больше всего боялись Скарфо. Он злопамятен. Если вы не поздоровались с ним 20 лет назад, он никогда этого не забудет. Он обычно говорил: «Я как черепаха. Я добираюсь туда». Знаешь, мы были лучшими друзьями. Он верил в меня, а я верил в него. Но он был параноиком. Он предал себя. Его собственный племянник [Фил Леонетти] оказался предателем.
Оригинальный текст (англ.)[i]f you were in good graces with him, he loves you and you love him. You understand? But you never knew from one day to the next. He'd turn on anybody, and he drew no lines when it came to killing. Most Mob bosses were not like him. The Mob is basically run the same in every city, but our "family" was unusual in that it was a very paranoid family because we all feared each other and feared Scarfo the most. He held grudges. If you didn't say hello to him 20 years ago, he never forgot. He used to say, "I'm like the turtle. I get there." You know, we were the best of friends. He believed in me, and I believed in him. But he was very, very paranoid. He betrayed himself. His own nephew turned.
— Николас «Кроу» Караманди
Во время правления Скарфо количество убийств, связанных с организованной преступностью, резко возросло. При этом, «Маленький Никки» старался, чтобы убийства были шумными и показательными, наводя ужас на всех. Караманди в интервью 2001 года так говорил о этом:

Скарфо был ковбоем. Он не хотел, чтобы парня забрали в дом и легко выстрелили в затылок. Он хотел, чтобы это было снаружи, среди бела дня, с миллионом людей вокруг. Рестораны, похоронные бюро, где угодно. Потом об этом пишут в газетах, и это вселяет страх в людей. Он любил эти ковбойские штучки.
Оригинальный текст (англ.)Scarfo was a cowboy. He didn't want a guy taken in a house and shot easily in the back of the head. He wanted it outside, in broad daylight, with a million people around. Restaurants, funeral homes, anywhere. Then it gets written up in the papers, and it puts fear in people. He loved that cowboy stuff.
— Николас «Кроу» Караманди

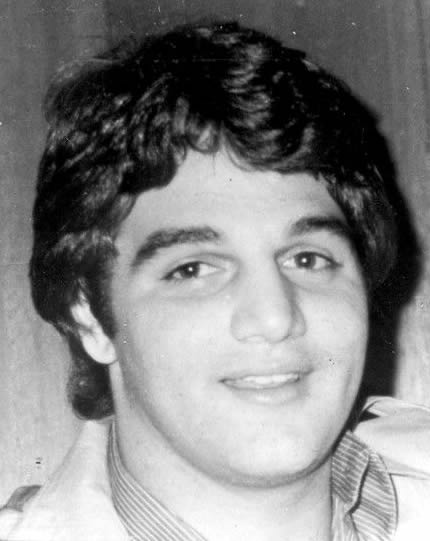
Сальваторе Теста (1956—1984), сын бывшего босса филадельфийской мафии, капо, а затем и. о. младшего босса, киллер семьи во время первой войны мафии, убит по приказу Скарфо.

Падение Скарфо началось 14 сентября 1984 года, когда был убит его соратник Сальваторе Теста по прозвищу «Коронованный принц Филадельфийской мафии» (The Crowned Prince of the Philadelphia Mob). Несмотря на то, что Теста верно служил Скарфо и совершил несколько убийств по его приказу, «Маленький Никки» разрешил своему заместителю Сальваторе Мерлино убить Тесту за то, что тот разорвал помолвку с дочерью Мерлино. После этого другие члены семьи уже однозначно стали считать Скарфо ненадёжным и параноиком. Такая репутацию босса привела к тому, что в конце 1980-х годов целый ряд членов стали информаторами, опасаясь смерти по его прихоти. После того, как проблемы Мерлино с алкоголем вышли из-под контроля, Скарфо понизил его в должности до солдата и назначил своего племянника Фила Леонетти своим новым заместителем.
В ноябре 1988 года Скарфо и 16 его людей были осуждены за рэкет, 10 убийств, 5 покушений на убийство, вымогательство, азартные игры и торговлю наркотиками. Вместе со Скарфо были арестованы младший босс Фил Леонетти, трое из четырех капо (Джозеф Чанкаглини, Фрэнсис Яннарелла-младший и Санто Идоне), а также солдаты, в том числе, Альберт Понтани, Сальваторе Мерлино и Чарльз Яннес. Обвинению удалось привлечь на свою сторону членов мафии Томми ДельДжорно и Николасом Караманди, согласившихся дать показания в суде против Скарфо, чтобы избежать длительных тюремных сроков и смерти от его рук. Пятнадцать подсудимых, в том числе Скарфо, были приговорены к тюремному заключению на срок от 30 до 55 лет.
Племянник и заместитель Скарфо Фил Леонетти стал следующим перебежчиком, согласившимся сотрудничать с ФБР после того, как его приговорили к 45 годам тюремного заключения. Многие другие мафиози позже будут приговорены к длительным срокам тюремного заключения за такие преступления, как рэкет, незаконный оборот наркотиков и убийства. Это привело к тому, что в 1990-х годах количество членов семьи значительно сократилось, также стало меньше желающих вступить в клан, которые могли бы заменить осуждённых за серьёзные преступления. К 1990 году 21 член филадельфийской мафии был заключён в тюрьму, 11 находились под следствием и шесть стали свидетелями со стороны правительства. Комиссия по уголовным делам Пенсильвании сообщила, что только 24 члена семьи были на свободе и не привлекались к уголовной ответственности.

### Вторая филадельфийская война мафии (1991—1994)

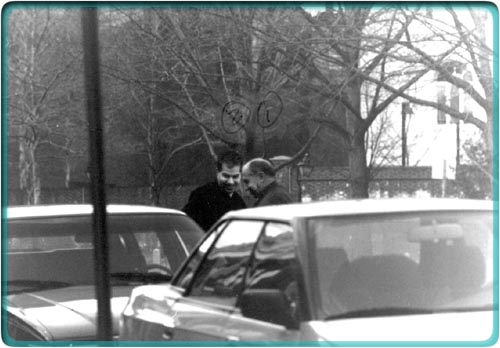
Джон Станфа (справа) разговаривает с Томми «Хорсхед» Скафиди.

Поскольку многие сторонники Скарфо отбывали длительные тюремные сроки, стало ясно, что «Маленький Никки» не сможет больше контролировать семью из тюрьмы. Чтобы избежать вакуума власти в филадельфийской мафии, мафиози сицилийского происхождения Джон Станфа помогал управлять семьей Скарфо. При поддержке и одобрении влиятельной нью-йоркской семьи Гамбино в 1991 году Станфа был назначен боссом филадельфийской клана. Вмешательство нью-йоркской мафии в дела филадельфийской было негативно воспринято многими молодыми мафиози из Филадельфии, включая Джозефа «Тощего Джоуи» Мерлино, сына бывшего младшего босса Сальваторе Мерлино, который считал Станфу аутсайдером.

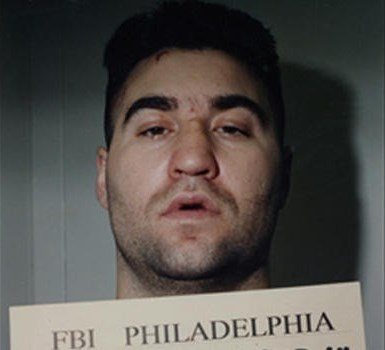
Станфа нанял Джона Визи в качестве силовика во время войны с Мерлино. Позже Визи на суде над Станфой дал показания в пользу обвинения.

В 1990 году, находясь в тюрьме, Мерлино познакомился с Ральфом Натале. По словам Натале, именно тогда он и Мерлино решили захватить власть над семьёй Филадельфии. Ключевыми соратниками и сообщниками Мерлино Натале назвал Майкла Чианкаглини, Стивена Маццоне, Джорджа Боргези, Гаэтано «Томми Хорсхеда» Скафиди и Мартина Анджелину. Станфа знал о расколе в семье и пытался найти мирное решение. Своим новым заместителем он сделал старшего брата Майкла Чианкаглини Джозефа-младшего, надеясь, что тем самым успокоит фракцию Мерлино и привлечёт их под свои знамена. Однако напряженность нарастала, и в 1991 году началась вторая война за контроль над филадельфийской мафией. Сторонники Мерлино вывели из строя Джозефа Чианкаглини-младшего, в то время как фракция Станфы убила Майкла Чианкаглини. Обе фракции продолжали атаковать друг друга в течение нескольких месяцев, включая неудачную засаду на автостраде на Станфу, и несколько неудачных покушений на жизнь Мерлино. Фракция Станфа всё это время укрепляла свой контроль над семьёй и нанимала киллеров со стороны.
17 марта 1994 года Станфа и 23 его соратника были арестованы по обвинению в вымогательстве. Это было второе за семь лет крупное обвинение в адрес преступного клана. Федеральное дело было в истории Филадельфии крупнейшим судебным преследованием организованной преступной группы. Ключевым доказательством были записанные в течение двух лет разговоры Станфы с мафиози в кабинете его адвоката и кабинете врача. Полагая, что адвокатская и врачебная тайны защитят его, Станфа открыто обсуждал со своими людьми важные дела мафии. Однако ФБР удалось получить ордер на размещение скрытых подслушивающих устройств в обоих кабинетах, как только выяснилось, что они использовались для преступного сговора. Станфа, используя необычную тактику, завербовал нескольких мужчин не итальянского происхождения, в том числе братьев Визи. По словам бывшего исполнительного директора Комиссии по расследованию преступлений штата Пенсильвания Фредерика Т. Мартенса, «Станфа привлёк людей, таких как братья Визи, которые не имели никакого опыта в мафии, но были готовы ломать ноги и жать на курок». Джон Визи, признавший себя виновным по обвинению в рэкете и убийстве, в 1994 году попал под программу защиты свидетелей, а его брат Уильям, был убит 5 октября 1995 года, в тот же день, когда должен был давать показания против Станфы в суде.
В 1995 году Станфа был признан виновным и приговорён в 1996 году к пожизненному заключению. Поскольку большинство сторонников Станфы также были арестованы и осуждены, Мерлино, освободившись из тюрьмы в ноябре 1994 года, назначил Натале, который также был освобожден из тюрьмы условно-досрочно, новым боссом. Себя Мерлино позиционировал как заместителя Натале. Во время правления Натале Мерлино был реальной властью в семье, в то время как Натале отвлекал внимание правоохранительных органов на себя.

### Ральф Натале и Джоуи Мерлино

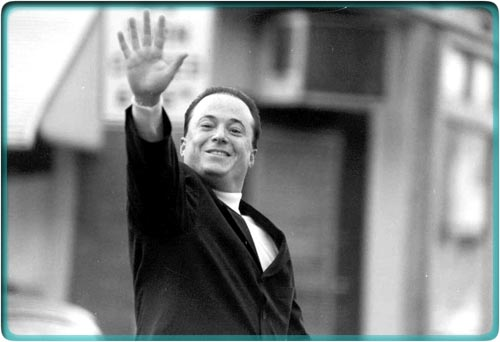
Джордж Боргези, друг детства и консильери Джоуи Мерлино, племянник Джозефа Лигамби

Сальваторе Мерлино получил известность как яркий гангстер, который часто ходил на вечеринки с большой свитой. Пресса окрестила его «Джоном Готти с Пассианк-авеню» (John Gotti of Passyunk Avenue) из-за его откровенного поведения перед журналистами. Он также приглашал прессу, когда устраивал рождественские вечеринки для бездомных и раздавал индеек на День благодарения жильцам жилищных проектов.
Алчность, высокомерие и агрессивность Мерлино и его соратников отвратили многих от работы с семьёй. Мерлино часто делал большие ставки в букмекерских конторах, как в независимых, так и в контролируемых мафией, и отказывался платить, если проигрывал. К концу 1990-х годов на Мерлино было совершено более двух десятков покушений.
В 1995 году Луи Турра, лидер филадельфийской банды наркоторговцев, известной как Банда 10-й и Орегон-авеню (также известна как «10-я банда» и «Банда О»), был жестоко избит людьми Мерлино якобы за неуплату уличного налога на незаконные доходы банды Возмущённый избиением, Турра жаждал мести, в этом его поддержали отец Энтони и члены банды, решив убить Мерлино. Об их планах стало известно полиции. В январе 1998 года Луи Турра, предположительно, покончил с собой, повесившись в нью-йоркской тюрьме, где находился в ожидании суда. В марте того же 1998 года Энтони Турра, которого судили по обвинению в заговоре с целью убийства Мерлино, был застрелен возле своего дома преступником в чёрной лыжной маске. В него дважды выстрелили, когда он собирался ехать в суд, где присяжные рассматривали дело о рэкете и наркотиках против него и четырёх других мужчин. «Мы считаем это убийством по заказу организованной преступности, нападением мафии», — заявил инспектор полиции Джеррольд Кейн. Три года спустя Мерлино предстал перед судом за помощь в организации убийства Энтони Турра, но был оправдан.
Мерлино дружил со Стивом «Гориллой» Мондеверджином, президентом аутло-мотоклуба Pagans MC, и иногда использовал «язычников», чтобы урегулировать споры преступного мира. В 1990-х годах Мерлино также был связан с членами Младшей черной мафии.
В июне 1998 года Натале, ранее условно-досрочно освобождённый, был заключён в тюрьму за нарушение условий испытательного срока; Мерлино решил избавиться от партнёра и прекратил поддержку заключённого в тюрьму босса. Возмущённый этим, Натале предложил правоохранительным органам тайно записывать его разговоры с Мерлино, но только в сентябре 1999 года, когда ему было предъявлено обвинение в финансировании наркоторговли, Ральф официально заключил сделку о сотрудничестве. Натале был первым действующим боссом в истории американской мафии, который стал правительственным информатором.
В период с 1999 по 2001 год Мерлино вместе со своим подчинённым Стивеном Маццоне, консильери Джорджем Боргези, Мартином Анджелиной, Джоном Чианкаглини и другими были арестованы и предстали перед судом за рэкет, незаконные азартные игры, ростовщичество, вымогательство, убийство и покушение на убийство. Натале свидетельствовал против Мерлино во время судебного процесса по делу о рэкете в 2001 году, но обвинение не смогло добиться его осуждения за убийства, которые, как утверждал Ральф, совершил Мерлино. Однако 3 декабря 2001 года Мерлино был признан виновным в рэкете и приговорён к 14 годам тюремного заключения. Натале признался в совершении восьми убийств и четырёх покушений на убийство. В 2005 году он был приговорён к 13 годам лишения свободы за торговлю наркотиками, рэкет и взяточничество. Натале освободили в мае 2011 года в рамках программы защиту свидетелей.

### Восхождение Лигамби
В 1997 году Джозеф Лигамби был освобождён из тюрьмы после того, как успешно обжаловал обвинительный приговор в убийстве. После 10 лет в тюрьме Лигамби вернулся в совершенно другую семью, в которой произошли две насильственные смены верхушки, и теперь клан находился под контролем группы молодых мафиози, среди которых был Джордж Боргези, племянник Лигамби. После ареста в 1999 году Мерлино, Боргези и нескольких других членов клана Лигамби стал исполнять обязанности главы семьи. В 2001 году Мерлино был приговорён к 14 годам лишения свободы.
Лигамби, солдат эпохи Никки Скарфо и протеже Сальваторе Мерлино, был гангстером «старой школы». Придя к власти, он предпочёл оставаться в тени и редко упоминался в СМИ, придерживаясь гораздо менее агрессивного стиля в управлении семьёй чем Джозефа Мерлино с его ярким и шумным стилем управления. Лигамби удалось стабилизировать положение семьи. Подразделение уголовной разведки Департамента полиции Филадельфии именно ему приписало «незаметное восстановление стабильности в проблемном отделении американской мафии в Филадельфии и Южном Джерси» в 2000-х годах. Семьи нью-йоркской мафии были довольны Лигамби и его подходом, а также его способностью снова превратить преступный клан Филадельфии в стабильную группу, что позволило восстановить отношения с Пятью семьями и сохранить членство филадельфийской мафии в Комиссии. Так, Лигамби пришлось заново налаживать отношения с нелегальными букмекерами, которые отказались вести дела с семьёй, потому что Мерлино делал огромные ставки, отказываясь платить в случае проигрыша.
В ближайшее окружение Лигамби входили такие ветераны филадельфийской семьи как Джозеф «Мышка» Массимино, Гейтон Лучибелло и Энтони Стайно. К середине 2000-х семья насчитывала около 50 членов, половина из которых находилась в заключении, а также почти 100 соучастников. За время правления Лигамби из тюрьмы было выпущено около дюжины филадельфийских мафиозо, пополнивших ряды семьи. Заместителем нового босса стал Энтони Стейно, ближайший и самый верный соратник Лигамбо.
В 2007 году 23 человека, в том числе четыре члена семьи Филадельфии, были обвинены в проведении незаконных операций по ставкам на спорт из покер-рума в казино Borgata в Атлантик-Сити. Приёмом ставок руководила семья Филадельфии, получившая большую часть прибыли. По версии обвинения всего было получено ставок на $60 млн за 20 месяцев. Большинство причастных к этому признали себя виновными и получили сроки от условного до пяти лет.
Под руководством Лигамби семья смогла получить долю в бизнесе незаконных автоматов для видеопокера в районе Филадельфии. В мае 2011 года ФБР предъявило Лигамби и 14 другим членам семьи и сообщникам обвинение в рэкете, связанном с незаконными азартными играми, игровыми автоматами для видеопокера и ростовщичеством. Семеро из обвиняемых признали себя виновными по менее тяжким обвинениям. Один стал свидетелем со стороны правительства, а семеро предстали перед судом в октябре 2012 года. В январе 2014 года два суда присяжных были повешены по обвинению в рэкете, а Лигамби и Боргези были оправданы и освобождены. В обвинительном заключении также утверждалось, что часть преступных доходов получала жена Лигамби, но обвинение ей не было предъявлено.

## Текущий статус
Джоуи Мерлино был освобождён из тюрьмы условно-досрочно 15 марта 2011 года, отсидев около 12 лет после ареста в 1999 году. Оказавшись на свободе Мерлино переехал в Бока-Ратон в штате Флорида. По данным ФБР и СМИ Мерлино продолжает руководить мафией Филадельфии и Южного Джерси. Сам он отрицает свою причастность к мафии и утверждает, что ушёл от преступной жизни. По состоянию на 2015 год Мерлино поочерёдно жил в южной Флориде и Филадельфии.
Хотя преступные операции семьи с годами значительно сократились, эксперты считают, что ей удалось сохранить власть и стабильность, и филадельфийцы остаются одной из самых активных и влиятельных итало-американских мафиозных семей. В 2015 году капо Доминико Гранде предпринял попытку вернуть Атлантик-Сити под контроль семьи из Филадельфии, утерянный за хаотичные десятилетия после Скарфо, наполненные убийствами, обвинениями и перебежчиками. В 2016 году сообщалось, что некоторые члены семьи были вовлечены в бурно развивающуюся в Филадельфии индустрию строительства и домашнего ремонта.
В январе 2018 года Мерлино предстал перед судом по обвинению в рэкете, мошенничестве и незаконных азартных играх. В результате Мерлино признал себя виновным по одному обвинению в незаконной азартной игре и был приговорен к двум годам тюремного заключения. В октябре 2019 года Мерлино был досрочно освобождён и переведён в приют для отбытия оставшегося срока, а затем освобождён под надзор в Южной Флориде.
В апреле 2018 года четверо солдат и соучастников филадельфийской семьи в Нью-Джерси были арестованы по обвинению в торговле наркотиками. Их обвиняли в распространении в больших количествах метамфетамина, героина, фентанила и марихуаны. В конце концов они признали себя виновными и получили сроки от пяти до 15 лет. 23 ноября 2020 года 15 членам и соучастникам клана были предъявлены обвинения в рэкете. Среди подсудимых были известный младший босс Стивен Маццоне и известный капо Доменик Гранде. Основные обвинения — ростовщичество, незаконный оборот наркотиков и вымогательство у нелегальных букмекеров.
В начале 2020-х годов семья оказалась под активным прессингом правоохранительных органов. Целый ряд важных членов клана, в том числе, бывший заместитель босса Стивен Маццоне, его брат Сальваторе «Сонни» Маццоне, капо Доменико Гранде, или уже отбывают длительные сроки или находятся под судом. Всё это привело к необходимости реорганизации филадельфийской мафи, ныне возглавляемой боссом Джоуи Мерлино и действующим уличным боссом Майклом «Лэнсом» Ланселотти.

## «Администрация» семьи

### Боссы
- 1920—1930 — Сальваторе Сабелла (1891—1962, ушёл в отставку)
- 1931—1936 — Джон «Наццоне» Авена (John «Nazzone» Avena, убит 17 августа 1936)
- 1936—1946 — Джузеппе «Джозеф Бруно» Дови (Giuseppe «Joseph Bruno» Dovi, умер в 1946 году)

22 октябряа Дови умер естественной смертью в больнице Нью-Йорка, и Комиссия назначила руководить семьёй Филадельфии .
- 1946—1959 — Джузеппе «Джозеф» Ида[англ.] (1890—1970-е; депортирован в 1958, умер в 1970-х)
  - 1958—1959 (И.О.) — Антонио «Мистер Мигс» Поллина[англ.] (1892—1993; назначен Идой на время его отсутствия, свергнут Комиссией)
- 1959—1980 — Анджело Бруно (1910—1980; убит 21 марта 1980)
- 1980—1981 — Филип «Человек-цыплёнок» Теста[англ.] (1924—1981; убит 15 марта 1981)
- 1981—1991 — Никодемо «Маленький Никки» Скарфо[англ.] (1929—2017; свергнут, умер)
  - 1981—1984 (И.о.) — Сальваторе «Чаки» Мерлино[англ.] (Salvatore «Chuckie» Merlino; 1939—2012)
  - 1989—1991 (И.о.) — Энтони «Тони Бак» Пикколо (Anthony «Tony Buck» Piccolo; ушёл в отставку)
- 1991—1995 — Джон Станфа[англ.] (1940—; заключен в тюрьму на всю жизнь)
- 1995—1999 — Ральф Натале[англ.] (1935—2022; в основном «подставной босс», арестован в 1998 году, стал информатором в 1999 году)
  - 1995—1999 (И.о.) — «Тощий Джоуи» Мерлино[англ.] — временный/уличный босс
- 1999—н. в. — «Тощий Джоуи» Мерлино[англ.] (1962—; арестован в 1999 году, освобождён в 2011 году)[101][102]
  - 1999—2014 (И.О.) — Джозеф «Дядя Джо» Лигамби[англ.] (1939—; обвинён в мае 2011 года, оправдан в январе 2014 года, ушёл в отставку и стал консильери.)

### Уличные боссы
Когда босс семьи находится в тюрьме или заграницей, его функции может выполнять «временный босс» (acting boss) или «уличный босс» (street boss).
- 1995—1999 — Джозеф «Тощий Джоуи» Мерлино — стал боссом.
- 2011—2015 — Стивен «Стив» Маццоне — стал младшим боссом.
- 2015—н. в. — Майкл «Лэнс» Ланселотти[98][99].

### Младшие боссы
- 1920—1931 — Джон «Наццоне» Авена (John «Nazzone» Avena) — стал боссом.
- 1931—1936 — Джузеппе «Джозеф Бруно» Дови (Giuseppe «Joseph Bruno» Dovi) — стал боссом.
- 1936—1946 — Джузеппе «Джозеф» Ида[англ.] — стал боссом.
- 1946—1956 — Марко «Коротышка» Реджинелли.
- 1956—1957 — Доминик Оливетто (Dominick Olivetto) — ушёл в отставку.
- 1957—1959 — Антонио «Мистер Мигс» Поллина[англ.] — свергнут Комиссией.
- 1959—1970 — Иньяцио Денаро (Ignazio «Natz» Denaro).
- 1970—1980 — Филип «Человек-цыплёнок» Теста[англ.] — стал боссом.
- 1980—1981 — Питер «Пити» Казелла (Peter «Petey» Casella) — свергнут Комиссией.
- 1981—1986 — Чакки Мерлино — понижен в должности, умер в 2012.
  - И. о. 1982—1984 — Сальваторе Теста — убит 14 сентября 1984.
- 1986—1989 — Филип «Крейзи Фил» Леонетти — стал информатором.
- 1989—1990 — Паскуале Мартирано (Pasquale «Patty Specs» Martirano) — умер.
- 1992 — Джозеф Чианкаглини-младший (Joseph «Joey Chang» Ciancaglini Jr.) — недееспособен в результате ранения.
- 1992—1995 — Фрэнк Мартинес (Frank Martines).
- 1995—1999 — Джозеф «Тощий Джоуи» Мерлино[англ.] — стал боссом.
- 1999—2004 — Стивен Маццоне (Steven Mazzone) — заключён в тюрьму в 2000[71].
- 2004—2012 — Джозеф «Мышка» Массимино (Joseph «Mousie» Massimino) — заключён в тюрьму (2004—2010)[103].
  - И. о. 2007—2010 — Мартин «Марти» Анджелина (Martin «Marty» Angelina)[104].
  - И. о. 2010—2011 — Энтони Стэйно (Anthony Staino)[72][105].
- 2012—2015 — Джон Чианкаглини (John «Johnny Chang» Ciancaglini) — ушел в отставку.
- 2015—н. в. — Стивен «Стив» Маццоне — предъявлено обвинение 23 ноября 2020 года[98][99].

### Консильери
- 1920—1931 — Джузеппе «Джозеф Бруно» Дови (Giuseppe «Joseph Bruno» Dovi) — стал младшим боссом.
- 1931—1936 — Джузеппе «Джозеф» Ида[англ.] — стал младшим боссом.
- 1936—1946 — Марко «Коротышка» Реджинелли — стал младшим боссом.
- 1946—1977 — Джузеппе «Джо Босс» Руньетта (Giuseppe «Joe the Boss» Rugnetta).
- 1977—1980 — Антонио «Тони Бананас» Капонигро — убит Комиссией.
- 1980—1981 — Никодемо «Маленький Никки» Скарфо[англ.] — стал боссом.
- 1981—1982 — Фрэнк Монте — убит.
- 1982—1989 — Николас Пикколо (Nicholas Piccolo).
  - И. о. 1984—1987 — Антонио Пикколо (Anthony Piccolo).
- 1989—1994 — Антонио Пикколо (Anthony Piccolo) — умер в тюрьме в 2004 году.
- 1995—1996 — Рональд «Ронни» Турки (Ronald «Ronnie» Turchi) — понижен в должности, убит в 1999.
- 1996—1999 — Стивен Маццоне (Steven «Handsome Stevie» Mazzone) — стал младшим боссом.
- 1999—2014 — Джордж Боргези (George Borgesi) — заключён в тюрьму в 2000, освобождён в 2014.
  - И. о. 2004—2012 — Гаэтон «Гейт» Лучибелло (Gaeton «Gate» Lucibello) — предъявлено обвинение в 2012[106].
- 2014—н. в. — Джозеф «Дядя Джо» Лигамби[98][99].

## Союзники и противники
Союзники
- Семья Буфалино (Северо-восточная Пенсильвания[англ.] (округа Лакаванна и Льюзерн); северо-западный Нью-Джерси[англ.], юго-западный Нью-Йорк и южная Флорида)[107]
- Семья Декавальканте (Элизабет и Ньюарк в штате Нью-Джерси)[108]
- Детройтская семья (Большой Детройт и Мичиган)[109]
- Пять семей Нью-Йорка[110]
- Чикагская семья (Большой Чикаго и прилегающие территории Среднего Запада, а также Лас-Вегас, Финикс, Южная Флорида и Южная Калифорния)
- Семья Патриарка (Новая Англия)[111]
- Сицилийская мафия
- Банда 10-й и Орегон-авеню[112]
- Чёрная мафия (Филадельфия, Долина Делавэр[англ.], Южный Джерси[англ.])
- Junior Black Mafia[113][114]
- K&A Gang[115]
- Pagans MC[116]
- Филадельфийская греческая мафии[117]
- Warlocks MC[118]

Враги
- «Ангелы ада»[116] и различные другие банды в районе Филадельфии, иногда включая союзников:
- Банда 10-й и Орегон-авеню,[119]
- Pagans MC,[18]
- Филадельфийская греческая мафии[117]